# 3445 Pinson
A 3445 Pinson (ideiglenes jelöléssel 1983 FC) a Naprendszer kisbolygóövében található aszteroida. Barr, E. fedezte fel 1983. március 16-án.